# Đội tuyển bóng đá quốc gia Monaco
Đội tuyển bóng đá quốc gia Monaco là đội tuyển bóng đá đại diện cho Monaco do Liên đoàn bóng đá Monaco quản lý. Monaco không phải là thành viên của FIFA hay UEFA và không được FIFA công nhận. Monaco là một trong những thành viên sáng lập NF-Board nhưng đã rút khỏi tổ chức này vào năm 2010.

## Thành tích tại các giải đấu
VIVA World Cup
- Occitania 2006 -  Á quân
- Sápmi 2008 - Không tham dự
- Padania 2009 - Không tham dự
- Gozo 2010 - Không tham dự